# Persone di nome Angela
| Questa pagina contiene informazioni ricavate automaticamente dalle voci biografiche con l'ausilio del template Bio e di un bot. L'aggiornamento è periodico e automatico e ricostruisce completamente la pagina. Se manca una persona in questa lista, sei pregato di non aggiungerla, ma accertati piuttosto che la sua voce biografica contenga il template Bio e che i dati anagrafici siano correttamente compilati. Se il template Bio manca, inseriscilo tu stesso o, in alternativa, metti l'avviso {{tmp\|Bio}} che ne segnala la mancanza. Se i dati riportati sono sbagliati, correggi direttamente la voce biografica; le modifiche saranno visibili in questa lista entro pochi giorni. Per chiarimenti vedi il progetto antroponimi. La lista contiene solo le 210 persone che sono citate nell'enciclopedia e per le quali è stato implementato correttamente il template Bio. Pagina aggiornata al 22 lug 2025. |

Questa è una lista di persone presenti nell'enciclopedia che hanno il nome Angela, suddivise per attività principale.

## Ambientaliste(1)
- Angela Piskernik, ambientalista e botanica slovena (Bad Eisenkappel, n. 1886 - Lubiana, † 1967)

## Apneiste(1)
- Angela Bandini, apneista italiana (Rimini, n. 1961)

## Arrampicatrici(1)
- Angela Eiter, arrampicatrice austriaca (Arzl im Pitztal, n. 1986)

## Artiste(1)
- Angela Teresa Muratori, artista e musicista italiana (Bologna, n. 1661 - Bologna, † 1708)

## Artiste marziali miste(1)
- Angela Lee, artista marziale mista statunitense (Vancouver, n. 1996)

## Atlete paralimpiche(1)
- Angela Madsen, atleta paralimpica statunitense (Xenia, n. 1960 - Oceano Pacifico, † 2020)

## Attiviste(1)
- Angela Davis, attivista statunitense (Birmingham, n. 1944)

## Attrici(37)
- Angela Aames, attrice statunitense (Pierre, n. 1956 - Los Angeles, † 1988)
- Angela Asher, attrice e ballerina canadese (Canada)
- Angela Baddeley, attrice britannica (Londra, n. 1904 - Wargrave, † 1976)
- Angela Bassett, attrice statunitense (New York, n. 1958)
- Angela Bettis, attrice e regista statunitense (Austin, n. 1973)
- Angela Bundalovic, attrice danese (n. 1995)
- Angela Cartwright, attrice e fotografa statunitense (Altrincham, n. 1952)
- Angela Ciaburri, attrice italiana (Salerno, n. 1988)
- Angeliqa Devi, attrice britannica (Southport, n. 1977)
- Angie Everhart, attrice, supermodella e conduttrice televisiva statunitense (Akron, n. 1969)
- Angela Featherstone, attrice canadese (Hamilton, n. 1965)
- Angela Finocchiaro, attrice e comica italiana (Milano, n. 1955)
- Angela Fontana, attrice italiana (Maddaloni, n. 1997)
- Angela Goethals, attrice statunitense (New York, n. 1977)
- Angela Goodwin, attrice italiana (Roma, n. 1925 - Roma, † 2016)
- Angie Harmon, attrice e ex modella statunitense (Highland Park, n. 1972)
- Angela Hillebrecht, attrice tedesca
- Angela Jones, attrice statunitense (Greensburg, n. 1968)
- Angela Kinsey, attrice statunitense (Lafayette, n. 1971)
- Angela Lansbury, attrice britannica (Londra, n. 1925 - Los Angeles, † 2022)
- Angela Lavagna, attrice italiana
- Angela Leal, attrice e direttrice teatrale brasiliana (Rio de Janeiro, n. 1947)
- Angela Luce, attrice e cantante italiana (Napoli, n. 1937)
- Angela Mao, attrice e artista marziale taiwanese (Taiwan, n. 1950)
- Margaret O'Brien, attrice statunitense (San Diego, n. 1937)
- Angela Pagano, attrice italiana (Napoli, n. 1937 - Napoli, † 2024)
- Angela Portaluri, attrice italiana (Maglie, n. 1937 - Lecce, † 2024)
- Angela Richards, attrice e cantante britannica (n. 1944)
- Angela Roy, attrice tedesca (Amburgo, n. 1957)
- Angie Alexander, attrice e sceneggiatrice italiana (Padova, n. 1983)
- Angela Sandritter, attrice tedesca (Heidelberg, n. 1975)
- Angela Sarafyan, attrice armena (Erevan, n. 1983)
- Angela Schijf, attrice e doppiatrice olandese (Uithoorn, n. 1979)
- Angela Scoular, attrice britannica (Londra, n. 1945 - Londra, † 2011)
- Ángela Torres, attrice e cantante argentina (Avellaneda, n. 1998)
- Angela Winkler, attrice tedesca (Templin, n. 1944)
- Angela Yuen, attrice e modella hongkonghese (Hong Kong, n. 1993)

## Attrici pornografiche(4)
- Sophia Santi, ex attrice pornografica canadese (Winnipeg, n. 1981)
- Angela Stone, attrice pornografica statunitense (Minneapolis, n. 1981 - Los Angeles, † 2019)
- Angela Summers, ex attrice pornografica statunitense (Burbank, n. 1964)
- Angela White, attrice pornografica australiana (Sydney, n. 1985)

## Bibliotecarie(2)
- Angela Daneu Lattanzi, bibliotecaria e pittrice italiana (Alessandria d'Egitto, n. 1901 - Palermo, † 1985)
- Angela Vinay, bibliotecaria italiana (Pavia, n. 1922 - Montichiari, † 1990)

## Calciatrici(3)
- Angela Christ, ex calciatrice olandese (Eindhoven, n. 1989)
- Angela Locatelli, calciatrice italiana (Sarnico, n. 1988)
- Angela Passeri, calciatrice italiana (Pescara, n. 2004)

## Canottiere(1)
- Angela Alupei, ex canottiera rumena (Bacău, n. 1972)

## Cantanti(10)
- Angela Baraldi, cantante e attrice italiana (Bologna, n. 1964)
- Angela Bofill, cantante statunitense (Brooklyn, n. 1954 - Vallejo, † 2024)
- Angela Ciochină, cantante e compositrice rumena (Urecheni, n. 1955 - Bucarest, † 2015)
- Angela, cantante, paroliera e attrice italiana (Milano, n. 1938)
- Angela Gossow, cantante tedesca (Colonia, n. 1974)
- Julie, cantante italiana (Terrasini, n. 1948)
- Angela Similea, cantante e attrice rumena (1 Decembrie, n. 1946)
- Angie Stone, cantante statunitense (Columbia, n. 1961 - Montgomery, † 2025)
- Angela Venturoli, cantante italiana (Molinella, n. 1941)
- Angela Zhang, cantante e attrice taiwanese (Taoyuan, n. 1982)

## Cantautrici(3)
- Lil Jolie, cantautrice italiana (Calvi Risorta, n. 2000)
- Ani DiFranco, cantautrice e chitarrista statunitense (Buffalo, n. 1970)
- Angela Milanese, cantautrice italiana (Venezia, n. 1968)

## Cestiste(12)
- Angela Adamoli, ex cestista e allenatrice di pallacanestro italiana (Livorno, n. 1972)
- Angela Arcangeli, ex cestista italiana (Rimini, n. 1971)
- Angela Aycock, ex cestista statunitense (Dallas, n. 1973)
- Angie Bjorklund, cestista statunitense (Spokane, n. 1989)
- Angie Braziel, ex cestista e allenatrice di pallacanestro statunitense (Odessa, n. 1976)
- Angela Đelmiš, ex cestista serba (Subotica, n. 1975)
- Angela Dugalić, cestista serba (Des Plaines, n. 2001)
- Angela Gianolla, ex cestista e allenatrice di pallacanestro italiana (Venezia, n. 1980)
- Angela Harris, ex cestista statunitense (n. 1976)
- Angela Jackson, ex cestista statunitense (West Allis, n. 1976)
- Angie Johnson, ex cestista canadese (Preston, n. 1952)
- Angela Marino, ex cestista neozelandese (Otahuhu, n. 1986)

## Cicliste su strada(1)
- Angela Brodtka, ex ciclista su strada tedesca (Guben, n. 1981)

## Conduttrici televisive(2)
- Angela Chow, conduttrice televisiva canadese
- Angela Rafanelli, conduttrice televisiva, autrice televisiva e conduttrice radiofonica italiana (Livorno, n. 1978)

## Critiche d'arte(1)
- Angela Vettese, critica d'arte italiana (Treviglio, n. 1959)

## Danzatrici(5)
- Angela Bowen, danzatrice statunitense (Boston, n. 1936 - Long Beach, California, † 2018)
- Angela Dellepiane, danzatrice e coreografa italiana (Chiavari, n. 1954 - Genova, † 2009)
- Angela Di Cosimo, ballerina italiana (Roma, n. 1976)
- Isadora Duncan, danzatrice statunitense (San Francisco, n. 1877 - Nizza, † 1927)
- Angela Melillo, ballerina, attrice e showgirl italiana (Roma, n. 1967)

## Dirigenti d'azienda(1)
- Angela Ahrendts, manager statunitense (New Palestine, n. 1960)

## Doppiatrici(1)
- Angela Brusa, doppiatrice e direttrice del doppiaggio italiana (Torino, n. 1980)

## Filantrope(1)
- Angela Burdett-Coutts, filantropa inglese (Londra, n. 1814 - Londra, † 1906)

## Filosofe(1)
- Angela Ales Bello, filosofa italiana (Roma, n. 1939)

## Fondiste(1)
- Angela Schmidt-Foster, ex fondista canadese (Woodstock, n. 1960)

## Fondiste di corsa in montagna‎(1)
- Angela Mudge, fondista di corsa in montagna e ultramaratoneta britannica (Devon, n. 1970)

## Fumettiste(1)
- Angela e Luciana Giussani, fumettista, editrice e modella italiana (Milano, n. 1922 - Milano, † 1987)

## Ginnaste(2)
- Angela Alberti, ex ginnasta italiana (Covo, n. 1949)
- Angela Andreoli, ginnasta italiana (Brescia, n. 2006)

## Giocatrici di badminton(1)
- Angela Yu, giocatrice di badminton australiana (n. 2003)

## Giornaliste(3)
- Angela Buttiglione, giornalista italiana (Gallipoli, n. 1945)
- Angela Mariella, giornalista italiana (Foggia, n. 1966)
- Bianca Tragni, giornalista e scrittrice italiana (Altamura, n. 1944)

## Hockeiste su ghiaccio(1)
- Angela Ruggiero, ex hockeista su ghiaccio, imprenditrice e dirigente sportiva statunitense (Panorama City, n. 1980)

## Imprenditrici(2)
- Angela D'Onghia, imprenditrice e politica italiana (Bari, n. 1962)
- Maria Grazia Gatti Randi, imprenditrice e dirigente d'azienda italiana (Venezia, n. 1924 - Milano, † 2000)

## Insegnanti(1)
- Angela Nikoletti, insegnante austriaca (Magrè sulla Strada del Vino, n. 1905 - Cortaccia sulla Strada del Vino, † 1930)

## Letterate(1)
- Angela Nogarola, letterata, poetessa e scrittrice italiana (Verona, n. 1380 - † 1436)

## Lunghiste(1)
- Angela Voigt, lunghista tedesca (Weferlingen, n. 1951 - Magdeburgo, † 2013)

## Mezzofondiste(3)
- Angela Chalmers, ex mezzofondista canadese (Brandon, n. 1963)
- Angela Ramello, mezzofondista italiana (Alba, n. 1944 - Torino, † 2004)
- Angela Rinicella, ex mezzofondista italiana (Altofonte, n. 1982)

## Mistiche(3)
- Angela da Foligno, mistica italiana (Foligno, n. 1248 - Foligno, † 1309)
- Angela Merici, mistica italiana (Desenzano del Garda, n. 1474 - Brescia, † 1540)
- Angela Volpini, mistica e veggente italiana (Casanova Staffora, n. 1940)

## Modelle(9)
- Angela Asare, modella ghanese (Accra, n. 1985)
- Angela Perez Baraquio, modella e attivista statunitense (Honolulu, n. 1975)
- Angela Bowie, modella, attrice e musicista statunitense (Agios Dometios, n. 1949)
- Blac Chyna, modella e imprenditrice statunitense (Washington, n. 1988)
- Angela Cian, modella italiana (Venezia, n. 1886 - Oakland, † 1972)
- Angela Lindvall, supermodella e attrice statunitense (Midwest City, n. 1979)
- Angela Little, modella e attrice statunitense (Albertville, n. 1972)
- Angela Martini, modella albanese (Scutari, n. 1986)
- Angela Visser, modella olandese (Nieuwerkerk aan den IJssel, n. 1966)

## Naturaliste(1)
- Angela Kepler, naturalista e scrittrice neozelandese (n. 1943)

## Nobildonne(1)
- Angela Borgia, nobildonna italiana (Roma, n. 1486 - Sassuolo, † 1521)

## Nobili(2)
- Angela Sforza, nobile italiana (Milano, n. 1479)
- Angela de' Rossi, nobile italiana (San Secondo Parmense, n. 1506 - Città di Castello, † 1573)

## Nuotatrici(5)
- Angela Coughlan, nuotatrice canadese (London, n. 1952 - Ottawa, † 2009)
- Angela Franke, ex nuotatrice tedesca orientale (Magdeburgo, n. 1957)
- Angela Maurer, nuotatrice tedesca (Wiesbaden, n. 1975)
- Angela Procida, nuotatrice, paraciclista e ingegnere Biomedico italiana (Castellammare di Stabia, n. 2000)
- Angela Steinbach, ex nuotatrice tedesca occidentale (Kleve, n. 1955)

## Ostacoliste(1)
- Angela Whyte, ostacolista canadese (Edmonton, n. 1980)

## Pallavoliste(5)
- Angela Bensend, pallavolista statunitense (Plano, n. 1989)
- Angela Gabbiadini, pallavolista italiana (Calcinate, n. 1992)
- Angela Lowak, pallavolista statunitense (New Braunfels, n. 1994)
- Angela McGinnis, ex pallavolista e allenatrice di pallavolo statunitense (Detroit, n. 1986)
- Angela Pressey, pallavolista statunitense (Tulsa, n. 1986)

## Pattinatrici artistiche su ghiaccio(1)
- Angela Hanka, pattinatrice artistica su ghiaccio austriaca (n. 1891 - † 1963)

## Pattinatrici di short track(1)
- Angela Cutrone, ex pattinatrice di short track canadese (Saint-Léonard, n. 1969)

## Pianiste(1)
- Angela Hewitt, pianista canadese (Ottawa, n. 1958)

## Pittrici(3)
- Angela Cantelli Cavazza, pittrice italiana (Bologna)
- Angela Carugati, pittrice italiana (Firenze, n. 1881 - Napoli, † 1977)
- Angela Palanca, pittrice italiana (Palancato - Torino, † 1763)

## Poetesse(2)
- Angela Litschev, poetessa, scrittrice e saggista bulgara (Sofia, n. 1978)
- Angela Veronese, poetessa italiana (Biadene, n. 1778 - Padova, † 1847)

## Politiche(24)
- Angela Alsobrooks, politica statunitense (Suitland, n. 1971)
- Angela Bellei Trenti, politica italiana (Modena, n. 1949)
- Angela Maria Bottari, politica italiana (Messina, n. 1945 - Messina, † 2023)
- Angela Browning, politica britannica (Reading, n. 1946)
- Angela Carluccio, politica italiana (Brindisi, n. 1972)
- Angela Colmellere, politica italiana (Valdobbiadene, n. 1976)
- Angie Craig, politica statunitense (West Helena, n. 1972)
- Angela Francese, politica italiana (Napoli, n. 1950 - Grosseto, † 2025)
- Angela Gotelli, politica e partigiana italiana (Albareto, n. 1905 - Albareto, † 1996)
- Angela Maria Guidi Cingolani, politica italiana (Roma, n. 1896 - Roma, † 1991)
- Angela Ianaro, politica italiana (Benevento, n. 1967)
- Angela Lombardi, politica italiana (Rivello, n. 1969)
- Angela Maraventano, politica italiana (San Benedetto del Tronto, n. 1964)
- Angela Masi, politica italiana (Bari, n. 1987)
- Angela Merkel, politica tedesca (Amburgo, n. 1954)
- Angela Napoli, politica italiana (Varallo, n. 1945)
- Fucsia Nissoli, politica italiana (Treviglio, n. 1963)
- Angela Eugenia Nonnis, politica italiana (Desulo, n. 1958 - Milano, † 2019)
- Angela Piarulli, politica italiana (Matera, n. 1968)
- Angela Quaquero, politica italiana (Cagliari, n. 1953)
- Angela Raffa, politica italiana (Messina, n. 1993)
- Angela Rayner, politica e sindacalista britannica (Stockport, n. 1980)
- Angela Salafia, politica italiana (Napoli, n. 1979)
- Angela Schirò, politica italiana (Gernsbach, n. 1985)

## Principesse(1)
- Angela Maria Caterina d'Este, principessa italiana (n. 1656 - Bologna, † 1722)

## Pugili(1)
- Angela Carini, pugile italiana (Napoli, n. 1998)

## Rapper(1)
- Angie Martinez, rapper e disc jockey statunitense (New York, n. 1971)

## Registe(4)
- Angela Marzullo, regista, performance artist e attivista svizzera (Rümlang, n. 1971)
- Angela Ricci Lucchi, regista e pittrice italiana (Lugo, n. 1942 - Milano, † 2018)
- Angela Robinson, regista, sceneggiatrice e produttrice televisiva statunitense (San Francisco, n. 1971)
- Angela Schanelec, regista, sceneggiatrice e montatrice tedesca (Aalen, n. 1962)

## Religiose(3)
- Angela della Croce, religiosa spagnola (Siviglia, n. 1846 - Siviglia, † 1932)
- Angela Maria della Concezione, religiosa e scrittrice spagnola (Cantalapiedra, n. 1649 - El Toboso, † 1690)
- Angela Basarocco, religiosa italiana (Racalmuto, n. 1914 - Niscemi, † 1986)

## Saggiste(2)
- Angela Michelis, saggista e docente italiana (Cuneo, n. 1964)
- Angela Pellicciari, saggista e storica italiana (Fabriano, n. 1948)

## Schermitrici(1)
- Angela Espinoza, schermitrice colombiana (n. 1974)

## Sciatrici alpine(2)
- Angela Drexl, ex sciatrice alpina tedesca (n. 1968)
- Angela Zimmermann, ex sciatrice alpina tedesca (n. 1974)

## Scrittrici(8)
- Angela Articoni, scrittrice italiana (Lucera, n. 1964 - Lucera, † 2021)
- Angela Bianchini, scrittrice, ispanista e traduttrice italiana (Roma, n. 1921 - Roma, † 2018)
- Angela Sommer Bodenburg, scrittrice tedesca (Reinbek, n. 1948)
- Angela Bubba, scrittrice e giornalista italiana (Catanzaro, n. 1989)
- Angela Carter, scrittrice e giornalista britannica (Eastbourne, n. 1940 - Londra, † 1992)
- Angela Marsons, scrittrice britannica (Brierley Hill, n. 1968)
- Angela Nanetti, scrittrice italiana (Budrio, n. 1942)
- Angela Nissel, scrittrice e sceneggiatore statunitense (Filadelfia, n. 1978)

## Showgirl(1)
- Angela Cavagna, showgirl, cantante e ex modella italiana (Genova, n. 1966)

## Sindacaliste(1)
- Angela Bambace, sindacalista italiana (Santos, n. 1898 - Baltimora, † 1975)

## Slittiniste(1)
- Angela Knösel, ex slittinista tedesca orientale (Mühlhausen, n. 1949)

## Soprani(2)
- Angela Gheorghiu, soprano rumeno (Adjud, n. 1965)
- Angela Voglia, soprano italiana

## Storiche(1)
- Angela Groppi, storica italiana (n. 1946 - † 2020)

## Supercentenarie(1)
- Angela Tiraboschi, supercentenaria italiana (Oltre il Colle, n. 1910 - Bergamo, † 2022)

## Tenniste(3)
- Angela Buxton, tennista britannica (Liverpool, n. 1934 - Fort Lauderdale, † 2020)
- Angela Kulikov, tennista statunitense (Los Angeles, n. 1998)
- Angela Mortimer, ex tennista britannica (Plymouth, n. 1932)

## Traduttrici(1)
- Angela Ragusa, traduttrice e scrittrice italiana (Taranto, n. 1950)

## Ultramaratonete(1)
- Angela Gargano, ultramaratoneta italiana (Barletta, n. 1961)

## Velociste(3)
- Angela Bailey, velocista canadese (Coventry, n. 1962 - Toronto, † 2021)
- Angela Daigle, ex velocista statunitense (San Francisco, n. 1976)
- Angela Williams, velocista statunitense (Bellflower, n. 1980)

## Senza attività specificata(3)
- Chiara Isabella Gherzi, monaca cristiana, badessa e mistica italiana (Pontedecimo, n. 1742 - Gubbio, † 1800)
- Angela Hitler, austriaca (Braunau am Inn, n. 1883 - Hannover, † 1949)
- Geli Raubal, austriaca (Linz, n. 1908 - Monaco di Baviera, † 1931)